# Nicolás Figal
Jorge Nicolás Figal (América, Buenos Aires; 3 de abril de 1994) es un futbolista argentino que juega como defensor central y su club actual es el C. A. Boca Juniors de la Primera División de Argentina.

## Trayectoria

### Independiente
Realizó las inferiores en el club de Avellaneda y se incorporó al plantel profesional en el año 2014, cuando el equipo disputaba la Primera B Nacional. Debutó como profesional en el año 2014 en el Torneo de Transición, luego de lograr el ascenso.
El 6 de mayo de 2017 fue suspendido por la Conmebol por haber dado positivo en un control antidopaje por un diurético en el partido ante Alianza Lima por la Copa Sudamericana, primer partido de esa competición. El 14 de septiembre de 2017 se confirma la sanción de 9 meses y no pudo disputar partidos hasta 2018. Justamente la Copa Sudamericana 2017 iba a coronar como campeón a Independiente.
En la Recopa Sudamericana 2018, se midió ante Gremio de Porto Alegre, campeón de la Copa Libertadores 2017. Figal disputó el partido de vuelta donde se perdería una ocasión de gol increíble luego de un centro rápido que no alcanza a empujar estando pegado a la línea de gol; posteriormente el equipo sería derrotado en la tanda de los penales.
El 8 de agosto de 2018 fue titular en la Copa Suruga Bank, donde su equipo venció al Cerezo Osaka, campeón de la Copa J. League 2017 por 1-0.
Al final de su etapa en Avellaneda, su relación con la dirigencia se vería muy desgastada, en una entrevista comentó: «No me sentí valorado cuando más lo necesitaba». Además consideró que se necesitaba una persona que sepa como manejar aspectos futbolistas.

### Olimpo
En enero de 2016 se confirmó su préstamo a Olimpo de Bahía Blanca por seis meses para disputar la segunda parte de la temporada 2015/16.

### Inter de Miami
A principios de 2020 es vendido al Inter de Miami. El club de Estados Unidos pagó 2.6 millones de dólares por el 100% de su ficha para que Figal disputara el torneo de la Major League Soccer.

### Boca Juniors
El 24 de enero de 2022 se confirmó su traspaso a Boca Juniors, quién adquirió el cien por ciento de su ficha por la suma de U$S 2.6 millones.  

## Estadísticas

### Clubes
| Club                          | Div.                | Temporada           | Liga  | Liga  | Liga   | Copas nacionales | Copas nacionales | Copas nacionales | Torneos internacionales | Torneos internacionales | Torneos internacionales | Total | Total | Total  |
| Club                          | Div.                | Temporada           | Part. | Goles | Asist. | Part.            | Goles            | Asist.           | Part.                   | Goles                   | Asist.                  | Part. | Goles | Asist. |
| ----------------------------- | ------------------- | ------------------- | ----- | ----- | ------ | ---------------- | ---------------- | ---------------- | ----------------------- | ----------------------- | ----------------------- | ----- | ----- | ------ |
| C. A. Independiente Argentina | 2.ª                 | 2013-2014           | 3     | 0     | 0      | 1                | 0                | 0                | —                       | —                       | —                       | 4     | 0     | 0      |
| C. A. Independiente Argentina | 1.ª                 | 2014                | 13    | 0     | 0      | 2                | 0                | 0                | —                       | —                       | —                       | 15    | 0     | 0      |
| C. A. Independiente Argentina | 1.ª                 | 2015                | 5     | 0     | 0      | —                | —                | —                | —                       | —                       | —                       | 5     | 0     | 0      |
| C. A. Independiente Argentina | 1.ª                 | 2016-17             | 19    | 1     | 0      | 1                | 0                | 0                | 5                       | 0                       | 0                       | 25    | 1     | 0      |
| C. A. Independiente Argentina | 1.ª                 | 2017-18             | 14    | 0     | 0      | —                | —                | —                | 8                       | 0                       | 0                       | 22    | 0     | 0      |
| C. A. Independiente Argentina | 1.ª                 | 2018-19             | 14    | 0     | 1      | 5                | 1                | 0                | 3                       | 0                       | 0                       | 22    | 1     | 1      |
| C. A. Independiente Argentina | 1.ª                 | 2019                | 14    | 1     | 3      | 3                | 0                | 0                | 5                       | 0                       | 0                       | 22    | 1     | 3      |
| C. A. Independiente Argentina | Total club          | Total club          | 82    | 2     | 4      | 12               | 1                | 0                | 21                      | 0                       | 0                       | 115   | 3     | 4      |
| Club Olimpo Argentina         | 1.ª                 | 2016                | 16    | 1     | 0      | 1                | 0                | 0                | —                       | —                       | —                       | 17    | 1     | 0      |
| Club Olimpo Argentina         | Total club          | Total club          | 16    | 1     | 0      | 1                | 0                | 0                | 0                       | 0                       | 0                       | 17    | 1     | 0      |
| Inter de Miami Estados Unidos | 1.ª                 | 2020                | 22    | 0     | 0      | —                | —                | —                | —                       | —                       | —                       | 22    | 0     | 0      |
| Inter de Miami Estados Unidos | 1.ª                 | 2021                | 25    | 1     | 2      | —                | —                | —                | —                       | —                       | —                       | 25    | 1     | 2      |
| Inter de Miami Estados Unidos | Total club          | Total club          | 47    | 1     | 2      | 0                | 0                | 0                | 0                       | 0                       | 0                       | 47    | 1     | 2      |
| C. A. Boca Juniors Argentina  | 1.ª                 | 2022                | 13    | 0     | 0      | 10               | 0                | 0                | 3                       | 0                       | 0                       | 26    | 0     | 0      |
| C. A. Boca Juniors Argentina  | 1.ª                 | 2023                | 24    | 3     | 0      | 11               | 1                | 1                | 12                      | 0                       | 0                       | 47    | 4     | 1      |
| C. A. Boca Juniors Argentina  | 1.ª                 | 2024                | 14    | 0     | 0      | 14               | 0                | 0                | 5                       | 1                       | 0                       | 33    | 1     | 0      |
| C. A. Boca Juniors Argentina  | 1.ª                 | 2025                | 1     | 0     | 0      | 0                | 0                | 0                | 1                       | 0                       | 0                       | 2     | 0     | 0      |
| C. A. Boca Juniors Argentina  | Total club          | Total club          | 52    | 3     | 0      | 35               | 1                | 1                | 21                      | 1                       | 0                       | 108   | 5     | 1      |
| Total en su carrera           | Total en su carrera | Total en su carrera | 197   | 7     | 6      | 48               | 2                | 1                | 42                      | 1                       | 0                       | 287   | 10    | 7      |
| 1. 2. 3.                      |                     |                     |       |       |        |                  |                  |                  |                         |                         |                         |       |       |        |

## Palmarés

### Campeonatos nacionales
| Título              | Equipo             | País      | Año  |
| ------------------- | ------------------ | --------- | ---- |
| Copa de la Liga     | C. A. Boca Juniors | Argentina | 2022 |
| Primera División    | C. A. Boca Juniors | Argentina | 2022 |
| Supercopa Argentina | C. A. Boca Juniors | Argentina | 2022 |

### Campeonatos internacionales
| Título            | Equipo              | Sede           | Año  |
| ----------------- | ------------------- | -------------- | ---- |
| Copa Sudamericana | C. A. Independiente | Río de Janeiro | 2017 |
| Copa Suruga Bank  | C. A. Independiente | Osaka          | 2018 |